# Origny-en-Thiérache
Origny-en-Thiérache és un municipi francès situat al departament de l'Aisne i a la regió dels Alts de França. L'any 2007 tenia 1.517 habitants.

## Demografia

### Població
El 2007 la població de fet d'Origny-en-Thiérache era de 1.517 persones. Hi havia 558 famílies de les quals 149 eren unipersonals (32 homes vivint sols i 117 dones vivint soles), 174 parelles sense fills, 190 parelles amb fills i 45 famílies monoparentals amb fills.
La població ha evolucionat segons el següent gràfic:
Habitants censats

### Habitatges
El 2007 hi havia 644 habitatges, 575 eren l'habitatge principal de la família, 27 eren segones residències i 43 estaven desocupats. 606 eren cases i 31 eren apartaments. Dels 575 habitatges principals, 418 estaven ocupats pels seus propietaris, 146 estaven llogats i ocupats pels llogaters i 11 estaven cedits a títol gratuït; 2 tenien una cambra, 21 en tenien dues, 103 en tenien tres, 143 en tenien quatre i 305 en tenien cinc o més. 375 habitatges disposaven pel capbaix d'una plaça de pàrquing. A 263 habitatges hi havia un automòbil i a 215 n'hi havia dos o més.

### Piràmide de població
La piràmide de població per edats i sexe el 2009 era:
| Homes | Edats   | Dones |
| ----- | ------- | ----- |
| 0     | 95 o +  | 4     |
| 0     | 90 a 94 | 24    |
| 4     | 85 a 89 | 24    |
| 16    | 80 a 84 | 20    |
| 16    | 75 a 79 | 68    |
| 28    | 70 a 74 | 48    |
| 44    | 65 a 69 | 68    |
| 48    | 60 a 64 | 40    |
| 32    | 55 a 59 | 52    |
| 52    | 50 a 54 | 44    |
| 60    | 45 a 49 | 52    |
| 40    | 40 a 44 | 64    |
| 40    | 35 a 39 | 56    |
| 28    | 30 a 34 | 20    |
| 40    | 25 a 29 | 40    |
| 52    | 20 a 24 | 32    |
| 60    | 15 a 19 | 44    |
| 60    | 10 a 14 | 56    |
| 52    | 5 a 9   | 28    |
| 28    | 0 a 4   | 28    |

## Economia
El 2007 la població en edat de treballar era de 876 persones, 625 eren actives i 251 eren inactives. De les 625 persones actives 537 estaven ocupades (298 homes i 239 dones) i 88 estaven aturades (42 homes i 46 dones). De les 251 persones inactives 80 estaven jubilades, 62 estaven estudiant i 109 estaven classificades com a «altres inactius».

### Ingressos
El 2009 a Origny-en-Thiérache hi havia 584 unitats fiscals que integraven 1.461,5 persones, la mediana anual d'ingressos fiscals per persona era de 14.619 €.

### Activitats econòmiques
Dels 45 establiments que hi havia el 2007, 2 eren d'empreses alimentàries, 1 d'una empresa de fabricació de material elèctric, 4 d'empreses de fabricació d'altres productes industrials, 13 d'empreses de construcció, 12 d'empreses de comerç i reparació d'automòbils, 3 d'empreses de transport, 2 d'empreses d'hostatgeria i restauració, 1 d'una empresa financera, 2 d'empreses immobiliàries, 2 d'empreses de serveis, 2 d'entitats de l'administració pública i 1 d'una empresa classificada com a «altres activitats de serveis».
Dels 13 establiments de servei als particulars que hi havia el 2009, 1 era una oficina de correu, 1 guixaire pintor, 3 fusteries, 5 lampisteries, 1 electricista, 1 empresa de construcció i 1 perruqueria.
Dels 5 establiments comercials que hi havia el 2009, 2 eren fleques, 1 una fleca, 1 una peixateria i 1 una llibreria.
L'any 2000 a Origny-en-Thiérache hi havia 25 explotacions agrícoles que ocupaven un total de 1.472 hectàrees.

## Equipaments sanitaris i escolars
L'únic equipament sanitari que hi havia el 2009 era una farmàcia.
El 2009 hi havia una escola elemental.

## Poblacions més properes
El següent diagrama mostra les poblacions més properes.